# Convair 990 Coronado
Convair 990 Coronado je bilo štirimotorno ozkotrupno reaktivno potniško letalo ameriškega proizvajalca Convair. Convair 990 je za 3,2 metra podaljšan od Convair 880 in ima za 10 km/h večjo potovalno hitrost. Imel je kapaciteto 149 potnikov, manj kot konkurenčni Boeing 707 (110 do 189) ali Douglas DC-8] (105 do 173), je pa imel 990 za 40-56 km/h večjo potovalno hitrost.
Letalska družba American Airlines je zaprosila Convair za letalo sposobno leteti od vzhodne do zahodne obale (od New York-a do Los Angeles-a). Hotela je večje letalo kot Convair 880. 
Convair 990 je vstopil v proizvodnjo leta 1961, do leta 1963, ko se je ustavila so zgradili samo 37 letal.

## Tehnične specifikacije(Convair 990A)
- Posadka: 4
- Kapaciteta: 149 potnikov
- Dolžina: 139 ft 9 in (42,5 m)
- Razpon kril: 120 ft (36,6 m)
- Višina: 39 ft 6 in (11 m)
- Površina kril: 2 250 ft² (209 m²)
- Prazna teža: 113 000 lb (51 256 kg)
- Naložena teža: 246 200 lb (111 674 kg)
- Motorji: 4 × General Electric CJ805-23B turbofan, 16 050 lbf (71,4 kN) vsak

- Maks. hitrost: 621 mph (540 vozlov, 1,000 km/h) na višini 21 200 ft (6 460 m)
- Potovalna hitrost: 557 mph (484 vozlov, 896 km/h) na višini 35 000 ft (10 668 m)
- Dolet: 3 595 mi (3 124 nm, 5 785 km)